# الشرق (صنعاء)

تعديل مصدري - تعديل

الشرق هي إحدى قرى الجمهورية اليمنية. وهي تتبع جغرافيًا لمحافظة صنعاء. وإداريًا لمديرية جحانة. يبلغ تعداد سكانها 929 نسمة حسب الإحصاء الذي جرى عام 2004.